# Juvigny-sur-Orne

Juvigny-sur-Orne este o comună în departamentul Orne, Franța. În 1 ianuarie 2022 avea o populație de 119 de locuitori.